# Florac (quận)
Quận Florac là một quận của Pháp, nằm ở tỉnh Lozère, ở vùng Occitanie. Quận này có 7 tổng và 50 xã.

## Các đơn vị hành chính

### Các tổng
Các tổng của quận Florac là: 
1. Barre-des-Cévennes
2. Florac
3. Le Massegros
4. Meyrueis
5. Le Pont-de-Montvert
6. Sainte-Enimie
7. Saint-Germain-de-Calberte

### Các xã
Các xã của quận Florac, và mã INSEE là: 
| 1. Barre-des-Cévennes (48019)         | 2. Bassurels (48020)                       | 3. Bédouès (48022)                        | 4. Cassagnas (48036)                  |
| 5. Cocurès (48050)                    | 6. Florac (48061)                          | 7. Fraissinet-de-Fourques (48065)         | 8. Fraissinet-de-Lozère (48066)       |
| 9. Gabriac (48067)                    | 10. Gatuzières (48069)                     | 11. Hures-la-Parade (48074)               | 12. Ispagnac (48075)                  |
| 13. La Malène (48088)                 | 14. La Salle-Prunet (48186)                | 15. Le Collet-de-Dèze (48051)             | 16. Le Massegros (48094)              |
| 17. Le Pompidou (48115)               | 18. Le Pont-de-Montvert (48116)            | 19. Le Recoux (48125)                     | 20. Le Rozier (48131)                 |
| 21. Les Bondons (48028)               | 22. Les Vignes (48195)                     | 23. Mas-Saint-Chély (48141)               | 24. Meyrueis (48096)                  |
| 25. Moissac-Vallée-Française (48097)  | 26. Molezon (48098)                        | 27. Montbrun (48101)                      | 28. Quézac (48122)                    |
| 29. Rousses (48130)                   | 30. Saint-André-de-Lancize (48136)         | 31. Saint-Andéol-de-Clerguemort (48134)   | 32. Saint-Frézal-de-Ventalon (48152)  |
| 33. Saint-Georges-de-Lévéjac (48154)  | 34. Saint-Germain-de-Calberte (48155)      | 35. Saint-Hilaire-de-Lavit (48158)        | 36. Saint-Julien-d'Arpaon (48162)     |
| 37. Saint-Julien-des-Points (48163)   | 38. Saint-Laurent-de-Trèves (48166)        | 39. Saint-Martin-de-Boubaux (48170)       | 40. Saint-Martin-de-Lansuscle (48171) |
| 41. Saint-Maurice-de-Ventalon (48172) | 42. Saint-Michel-de-Dèze (48173)           | 43. Saint-Pierre-des-Tripiers (48176)     | 44. Saint-Privat-de-Vallongue (48178) |
| 45. Saint-Rome-de-Dolan (48180)       | 46. Saint-Étienne-Vallée-Française (48148) | 47. Sainte-Croix-Vallée-Française (48144) | 48. Sainte-Enimie (48146)             |
| 49. Vebron (48193)                    | 50. Vialas (48194)                         |                                           |                                       |